# Veturijärvi
Veturijärvi är en sjö i Pajala kommun i Norrbotten och ingår i Torneälvens huvudavrinningsområde. Veturijärvi ligger i Torne och Kalix älvsystem Natura 2000-område.